# غاريث ديفيز (لاعب كرة قدم بريطاني)
غاريث ديفيز (بالإنجليزية: Gareth Davies)‏ (11 ديسمبر 1973 في المملكة المتحدة - ) هو مدرب كرة قدم ولاعب كرة قدم بريطاني في مركز الدفاع. شارك مع منتخب ويلز تحت 21 سنة لكرة القدم. أما مع النوادي، فقد لعب مع سويندون تاون وكارديف سيتي وكريستال بالاس ونادي ريدنغ ونادي هيرفورد وتشبنهام تاون.

## وصلات خارجية
- غاريث ديفيز على موقع قاعدة بيانات كرة القدم.إي يو (الإنجليزية)
- غاريث ديفيز على موقع Soccerbase.com (لاعب) (الإنجليزية)
- غاريث ديفيز على موقع عالم كرة القدم.نت (الإنجليزية)